# گراهام کلارک
گراهام کلارک (به انگلیسی: Grahame Clark)، (زاده ۲۸ ژوئیه ۱۹۰۷ - درگذشته ۱۲ سپتامبر ۱۹۹۵) یک باستان‌شناس بریتانیایی بود که بیشتر به خاطر کار در دوره میان‌سنگی و نظریاتش در اقتصاد ماقبل تاریخ شناخته‌شده است.